# Kunstpfad am Mummelsee

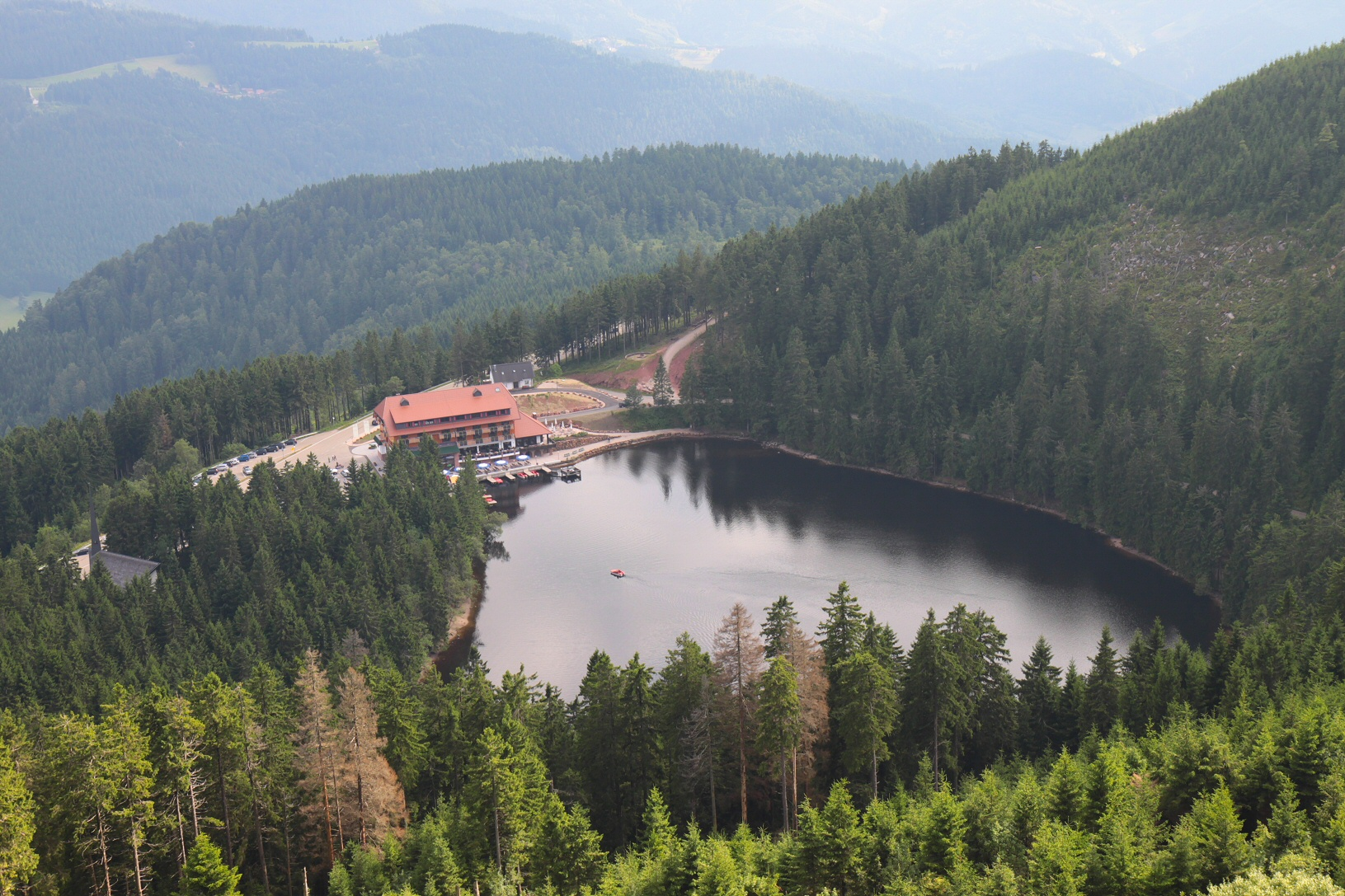
De Mummelsee

Het Kunstpfad am Mummelsee is een beeldenroute rond de Mummelsee in de Duitse deelstaat Baden-Württemberg.

## Geschiedenis
De beeldenroute ging in 1999 van start met de deelname van vijf Duitse beeldhouwers. Het thema van de beeldenroute rond het meer is kunst en natuur. De beeldhouwers maakten werken die vooral kunnen worden aangemerkt als zogenaamde land art. Het aantal sculpturen is in de loop van 2000, 2001, 2002/2003 en 2010 aangegroeid tot 18 met de bijdragen van voornamelijk Duitse beeldhouwers, maar ook met de creaties van enkele Britse deelnemers.

## Collectie
1. Roger Aupperle :  Ausflug an den Mummelsee (2001/10)
2. Rolf Bodenseh : 7 Würzel (2000)
3. Stefan Bombasi: Fester Grund (2000)
4. Josef Bücheler : Waldengel - Kunst am Baum (1999)
5. Sandra Eades : Spiegelnde Tore (2000)
6. Armin Göhringer : Kreuzschichtung (1999)
7. Albert Huber : Hängende Steine (2003)
8. Reinhard Klessinger : Auf dem Weg zum Horizont (1999)
9. Margaret Penelope Praed Mackworth : Hochmoorbläuling (2001)
10. Karl Manfred Rennertz : Wer ist wie Gott? Flügel des Erzengel Michael (2002/03)
11. Gert Riel : ohne Titel (1999)
12. Robert Schad : ''enFIM (2001)
13. Alf Setzer : ohne Titel (1999)
14. Reinhard Sigle : Grün in Grün (2000)
15. Reinhard Sigle : Amors Pfeile (2010)
16. Gabi Streile : arboris aspectus (2001)
17. Ilse Teipelke : Der Tiger des Herrn von Grimmelshausen (2000)
18. Gillian White : Wave White Widded Words 2 (2002/03)

## Fotogalerij

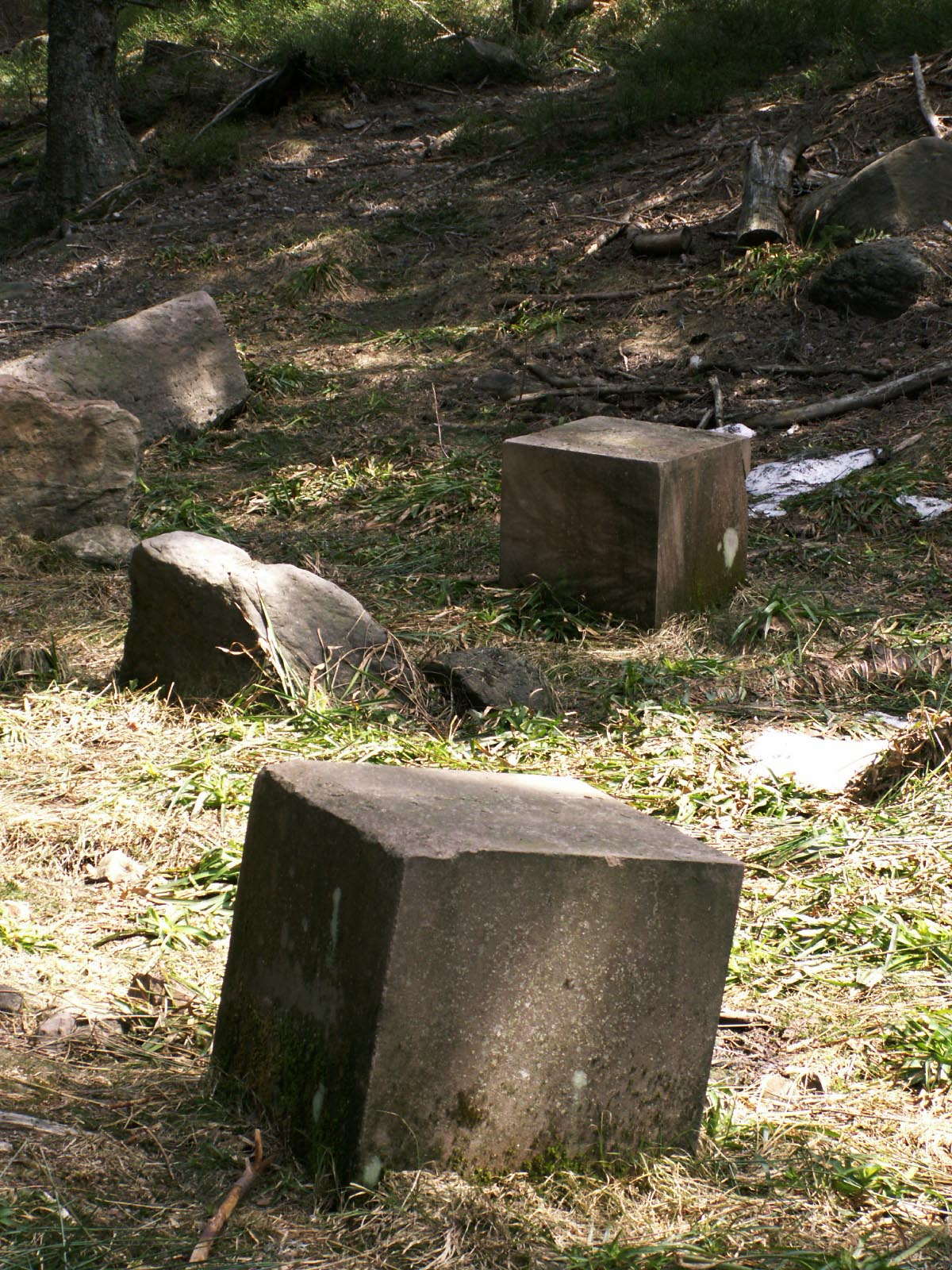
2 : 7 Würfel (2000)
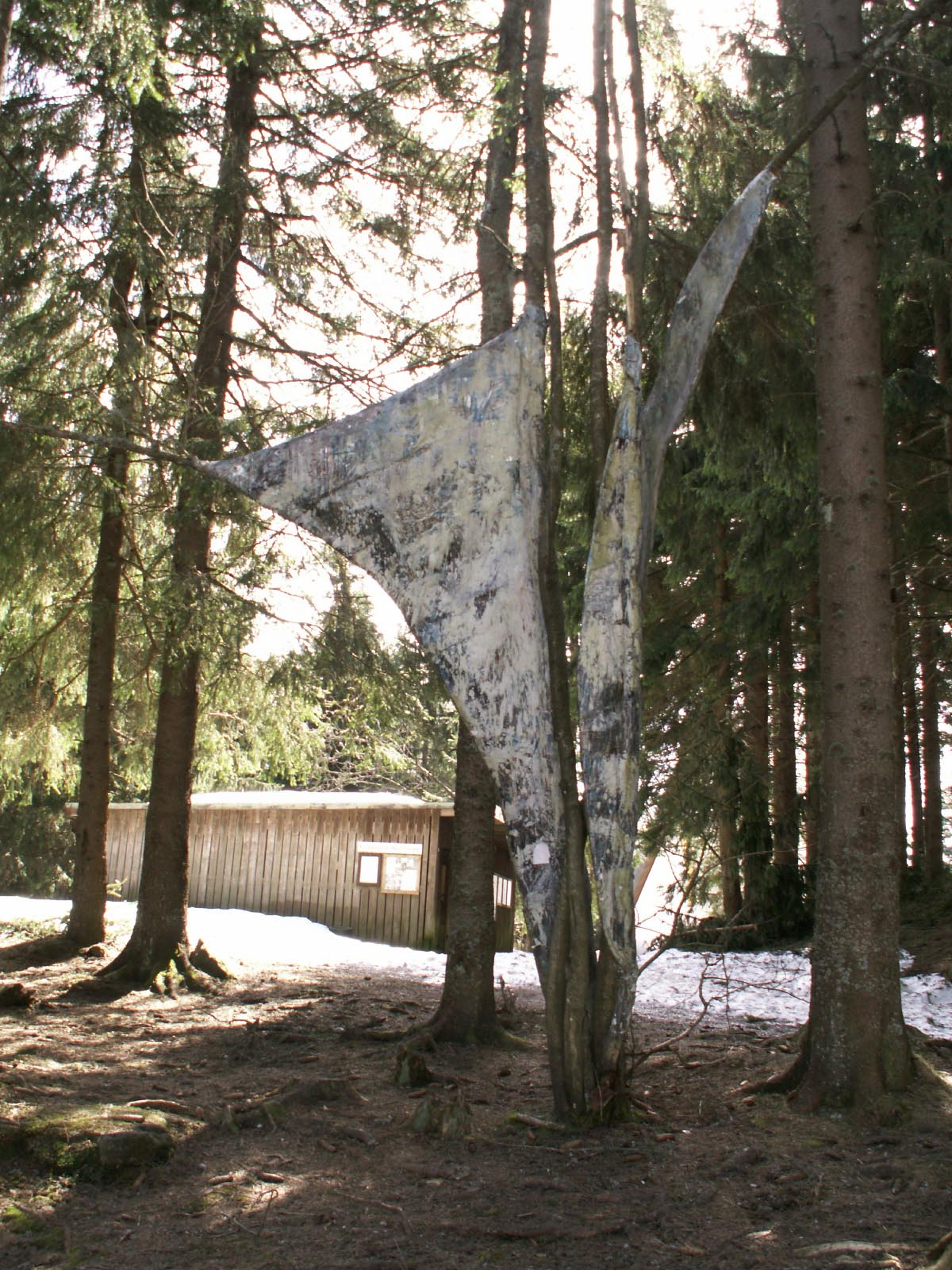
4 : Waldengel (1999)
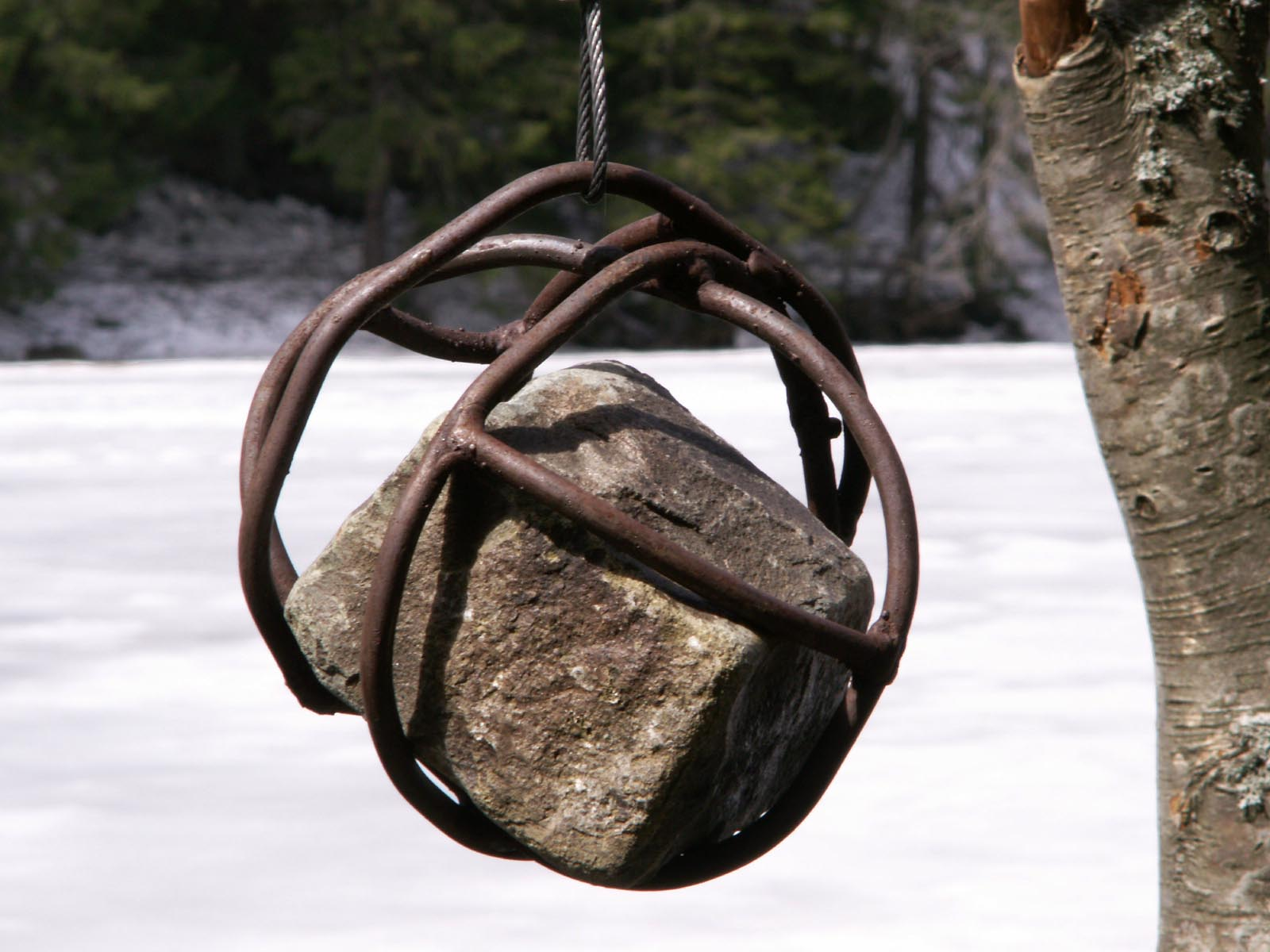
7 : Hängende Steine (2003)
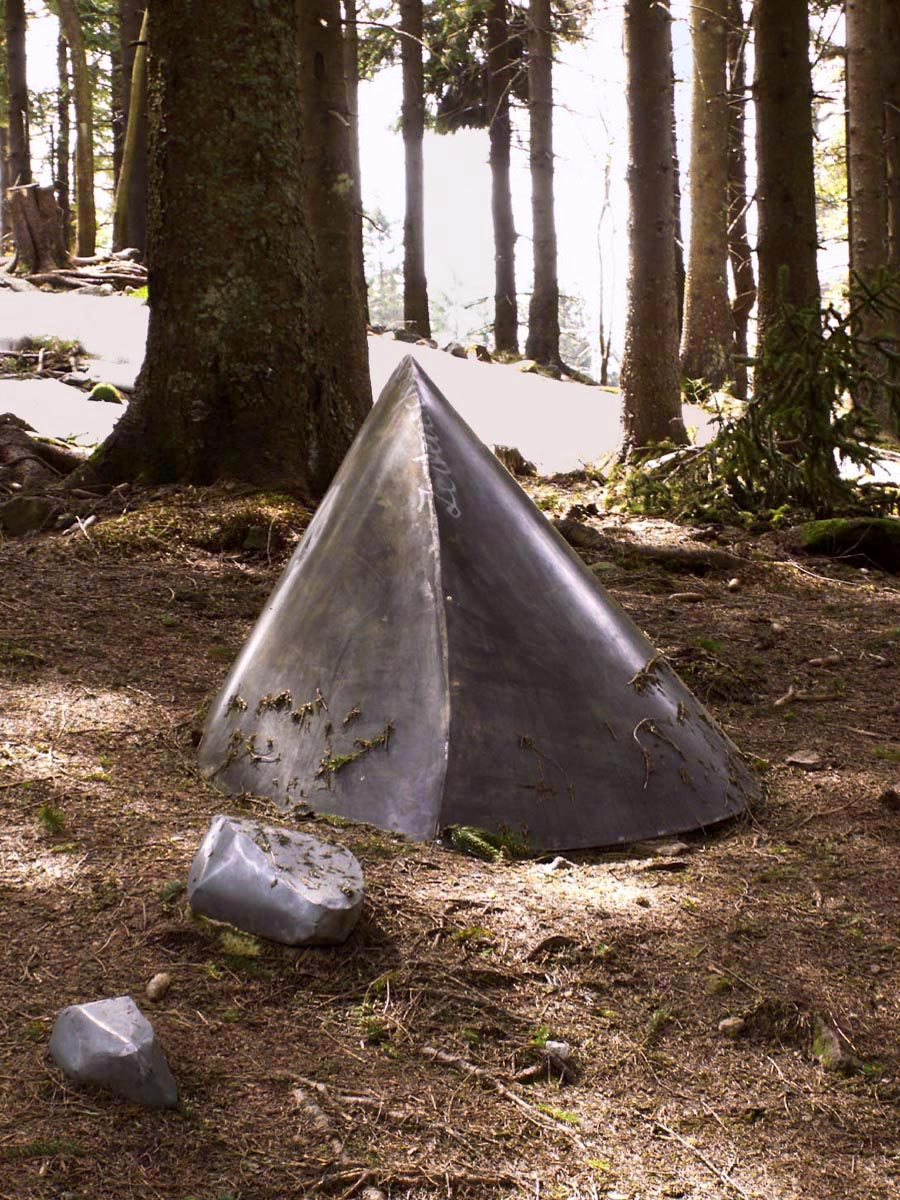
8 : Auf dem Weg zum Horizont (1999)
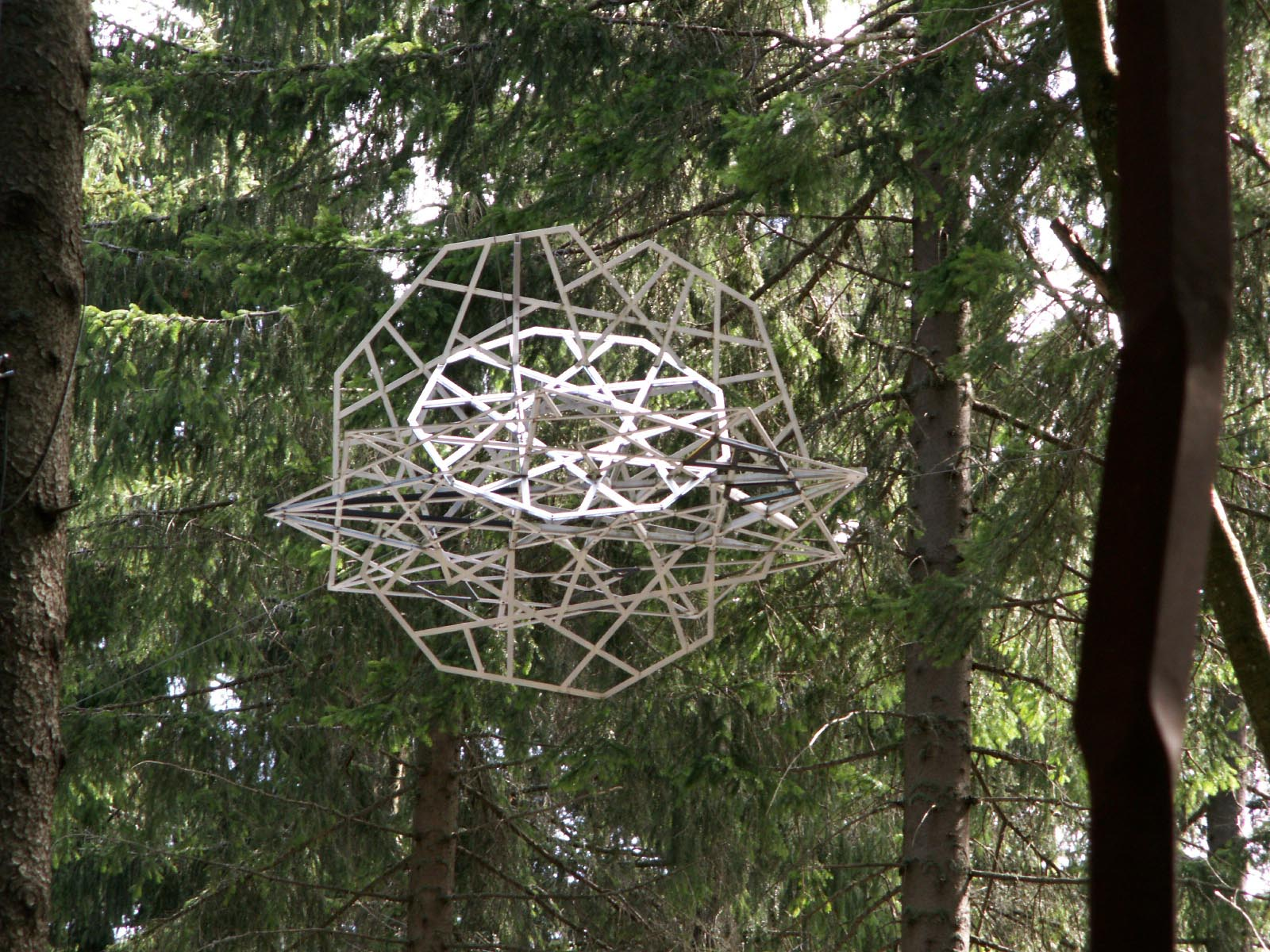
9 : Hochmoorbläuling (2001)
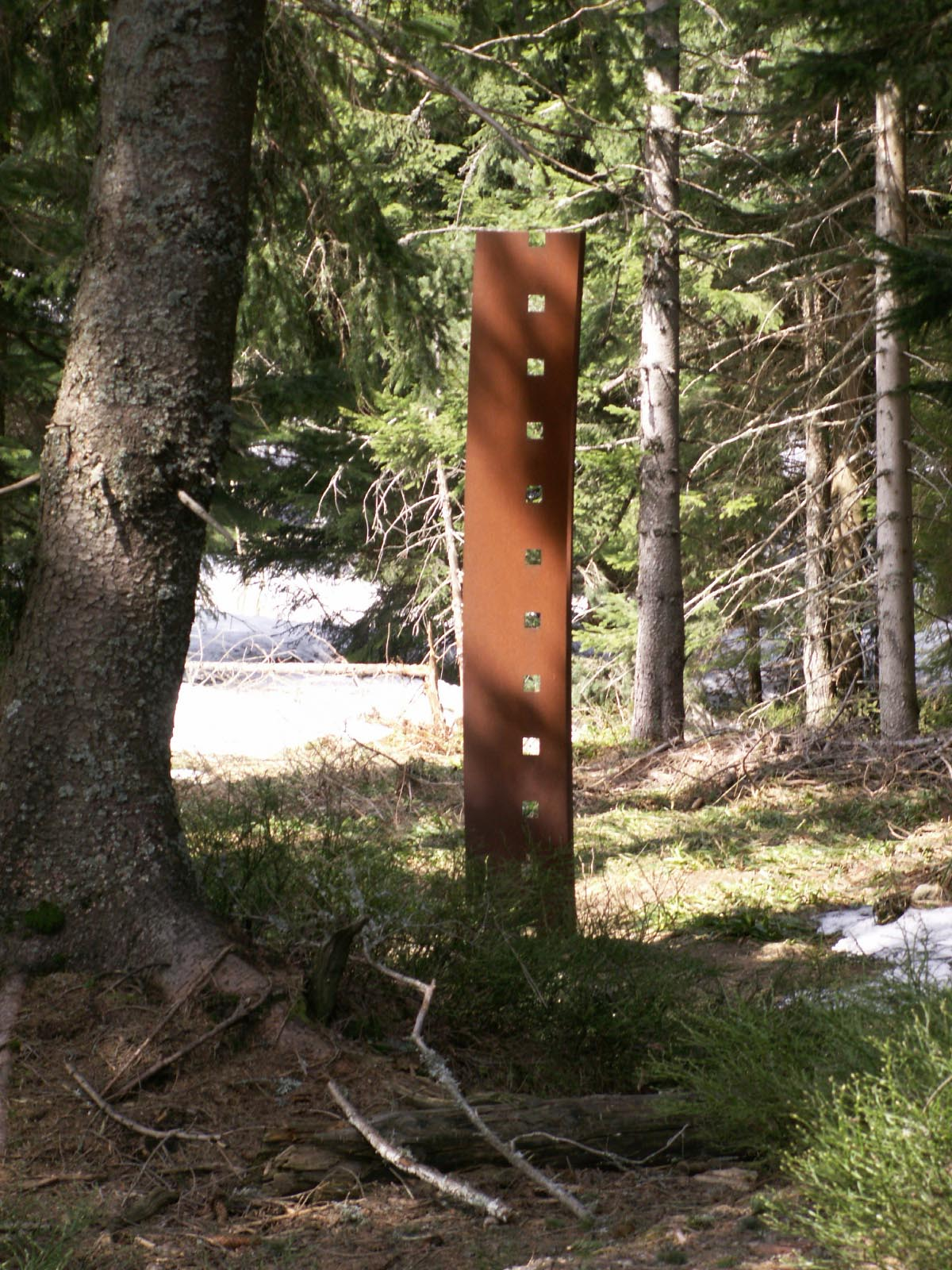
11 : ohne Titel (1999)
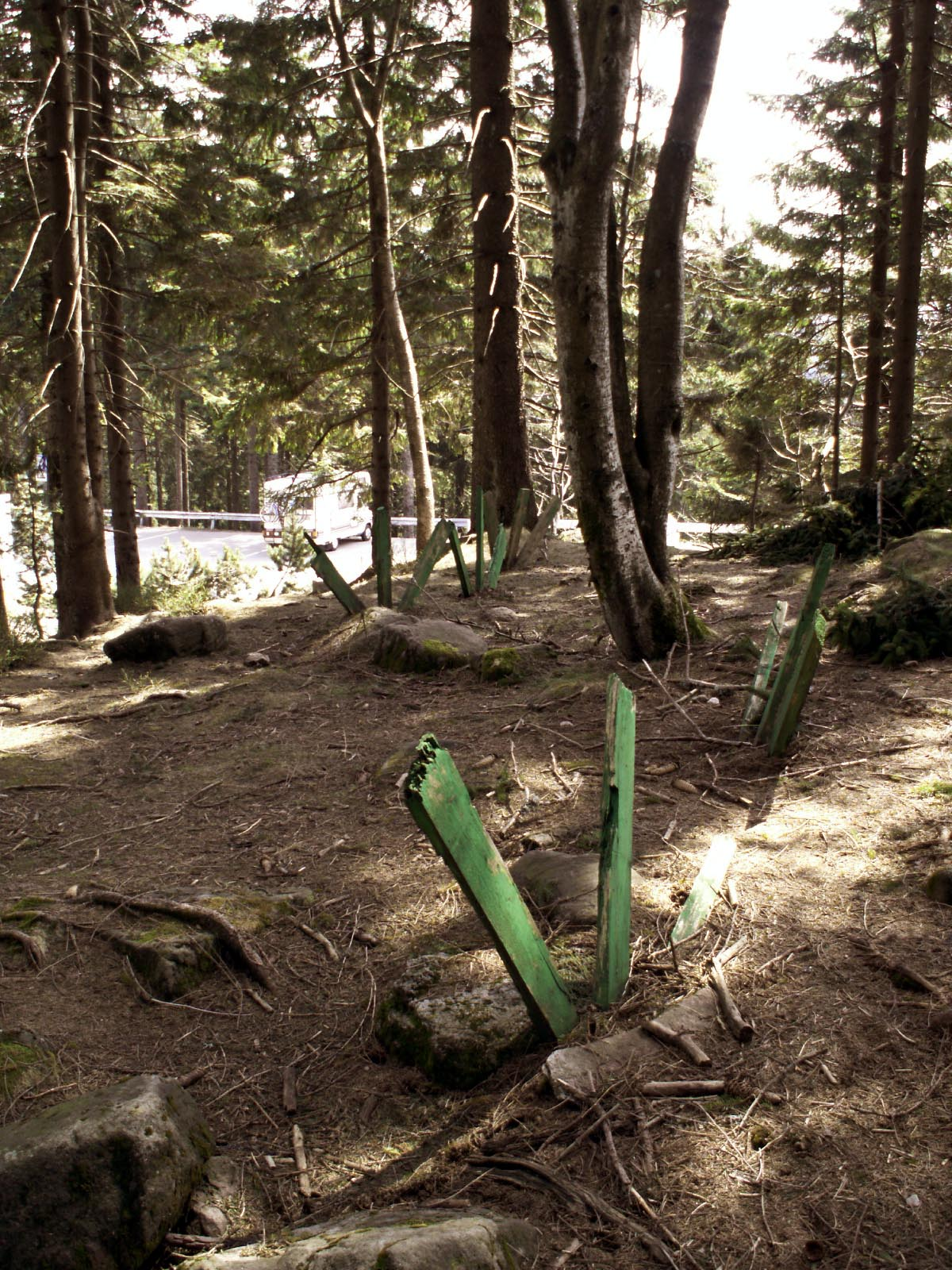
14 : Grün in Grün (2000)
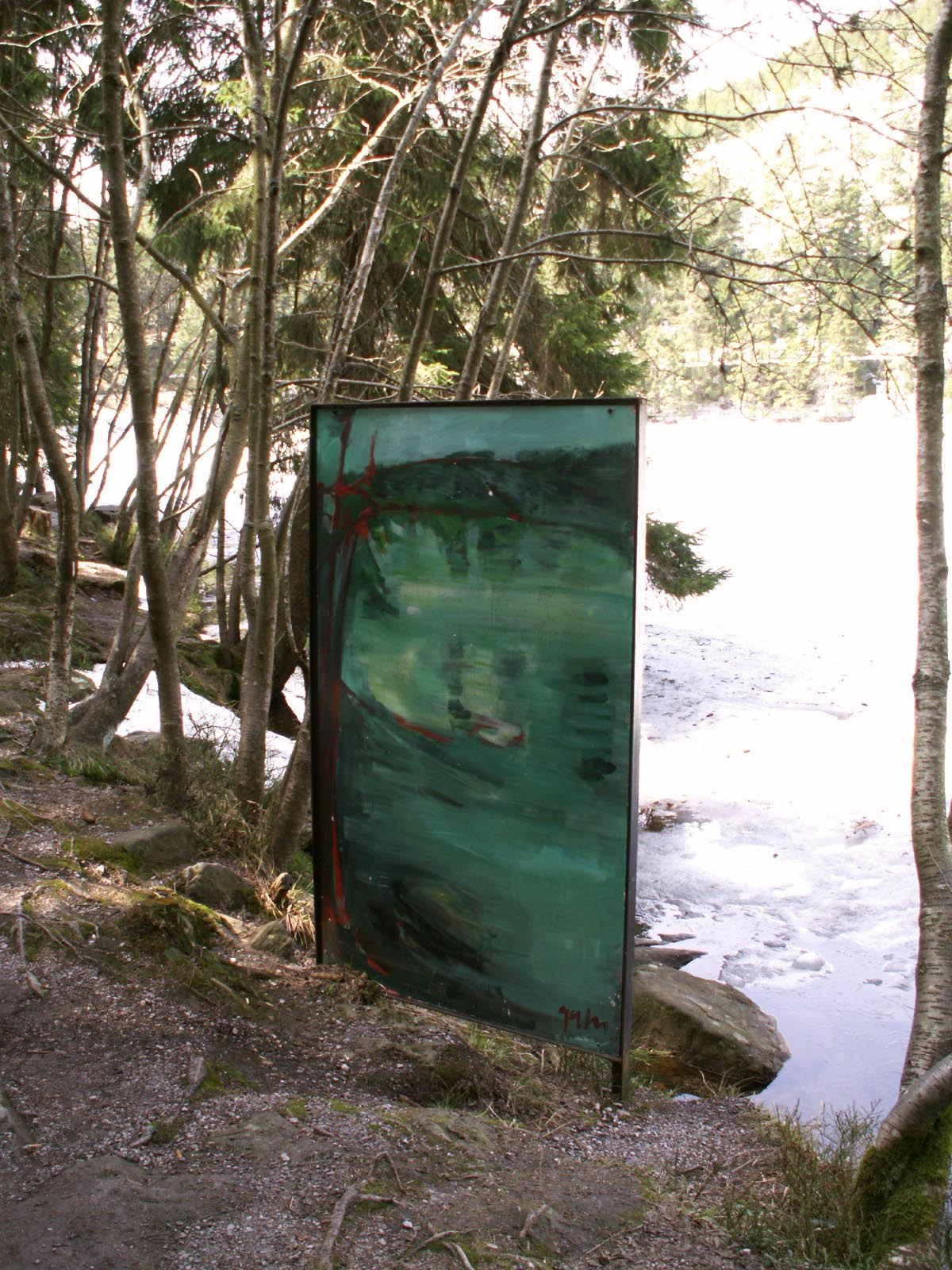
16: arboris aspectus (2001)
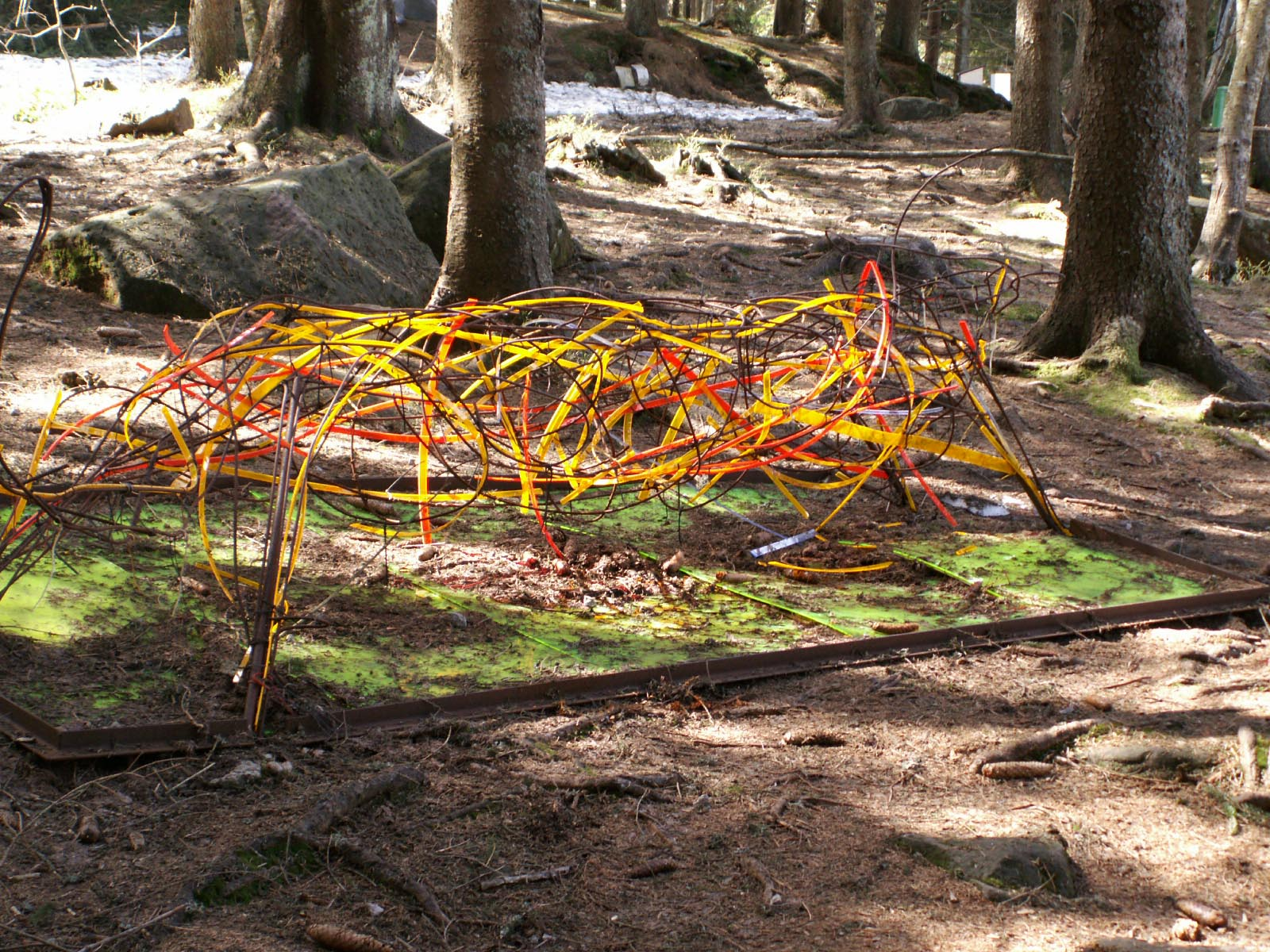
17 : Der Tiger des Herrn von Grimmelshausen (2000)
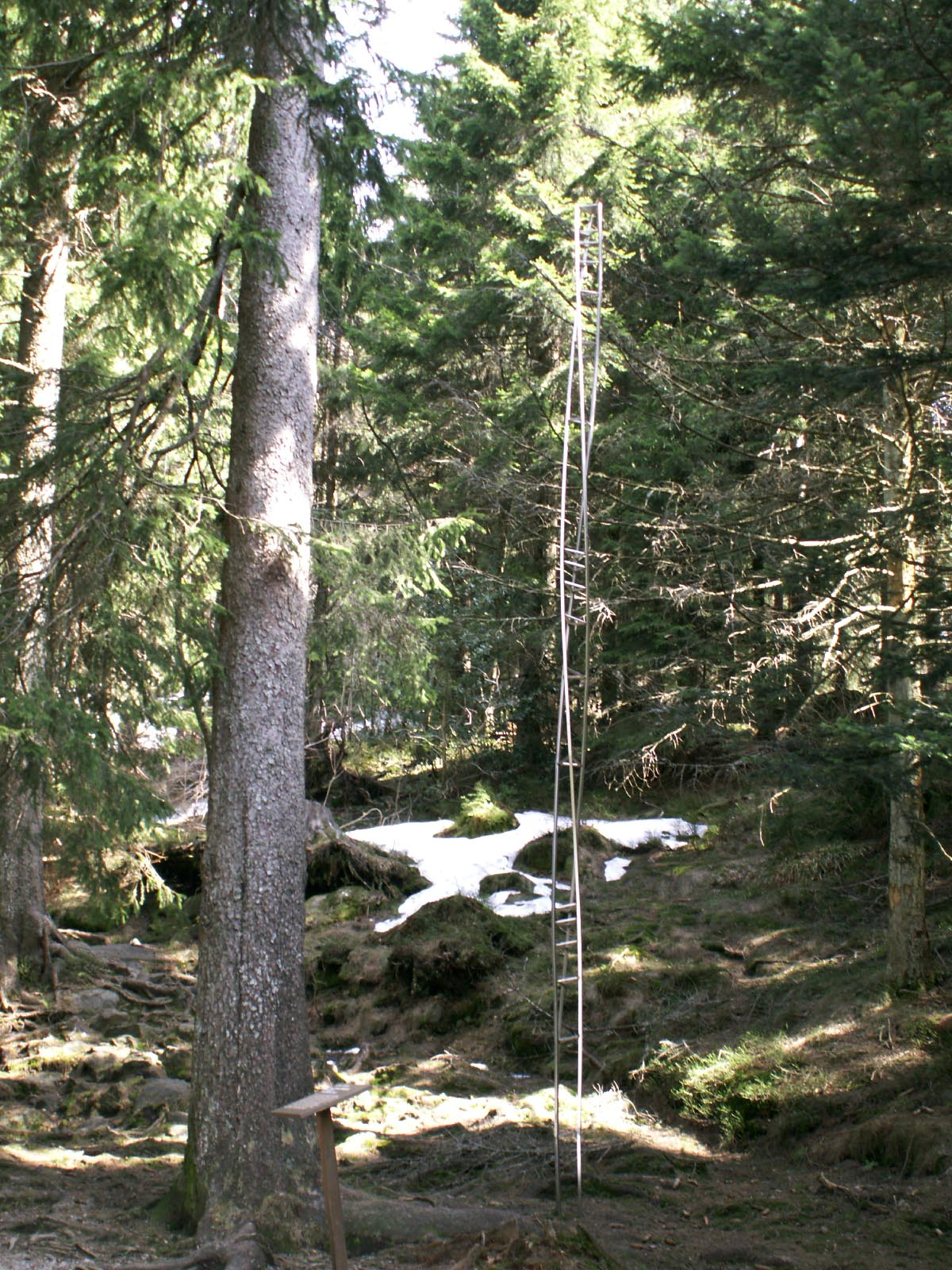
18 : Wave White Widded Words (2002/03)